# Gregor Pinke
Gregor Pinke (* 11. Juli 1898 in Berlin; † 9. Mai 1941 in Warschau) war ein Widerstandskämpfer gegen das nationalsozialistische Regime unter Adolf Hitler.
Gregor Pinke lebte in Berlin-Friedrichshain in der Warschauer Straße Nr. 46, wo bis heute noch eine Gedenktafel angebracht ist. Er war Mitglied der Kommunistischen Partei Deutschlands (KPD) und aktiver Kommunalpolitiker mit verschiedenen Ämtern im Bezirk Friedrichshain. Von 1933 an kämpfte er gegen das NS-Regime an und sammelte Geld für Familien von Verfolgten. 1938 wurde er wegen Widerstand gegen das NS-Regime verhaftet und als Staatenloser nach Polen ausgewiesen. Er starb 1941 in Warschau.